# 湯姆森峰
71°59′S 166°7′E / 71.983°S 166.117°E
湯姆森峰（英語：Thomson Peak）是南極洲的山峰，位於維多利亞地，是米拉比托山脈的最南端，處於舒特山西南面20公里，海拔高度2,350米，由新西蘭探險隊命名。